# Рева, Илья Михайлович

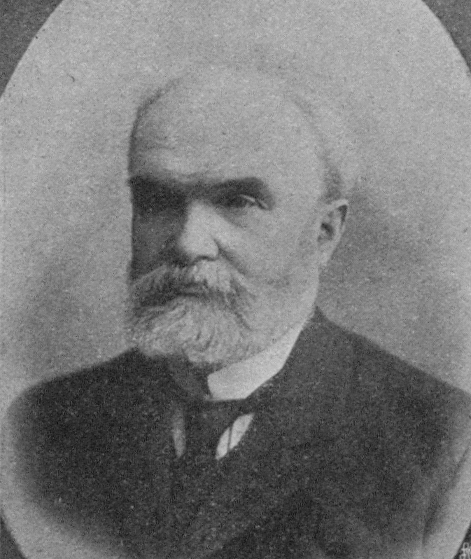

Илья́ Миха́йлович Ре́ва (ок. 1853 года — 31 марта 1915) — киевский публицист, многолетний сотрудник газеты «Киевлянин», общественный и политический деятель Юго-Западного края, председатель Липовецкой уездной земской управы в 1911—1914 годах.

## Биография
Из дворян Киевской губернии. Землевладелец Липовецкого уезда (174 десятины при деревне Феликсовке).
Воспитывался в Нежинской гимназии, однако курса не окончил. Добровольцем участвовал в сербско-турецкой войне. В 1877 году состоял домашним учителем на станции «Жмеринка». Во время учебы в университете Св. Владимира участвовал в киевской громаде. В 1879 году Рева был выслан в Архангельскую губернию после издания в Киеве книги «Уманская резня. Записки Вероники Кребс» в его переводе. В предисловии он оправдывал жестокости гайдамачины и сделал выпад в адрес Михаила Юзефовича. Последнее обстоятельство, по слухам, и повлекло за собой ссылку.
К середине 1880-х годов вернулся в Киев, где в течение трёх лет сотрудничал в журнале «Земледелие», издававшемся Киевским сельскохозяйственным обществом. В это же время познакомился с Д. И. Пихно и стал публиковаться в «Киевлянине». Более двадцати лет был деятельным сотрудником этой газеты, помещая в ней свои статьи по экономическим, сельскохозяйственным и общественным вопросам. В начале 1890-х годов был приглашён в журнал «Земледелие» в качестве редактора, однако не был утверждён в этой должности высшей администрацией края. Опубликовал ряд отдельных работ по вопросам сельского хозяйства. В начале 1900-х годов покинул «Киевлянин» и два—три года работал в более либеральных изданиях.
После провозглашения Октябрьского манифеста вернулся в «Киевлянин» и принял деятельное участие в политической жизни Юго-Западного края и выборных кампаниях в Государственную думу. Осенью 1906 года организовал Областной съезд русских избирателей Юго-Западного края, посвященный выборам в Государственную думу II созыва. По решению съезда для ведения предвыборной кампании были созданы уездные, губернские и областной комитеты русских избирателей, а Рева был избран председателем областного и Киевского губернского комитетов. В 1906—1907 годах редактировал официальное издание областного съезда газету «Листок русского избирателя». Возглавлял губернский комитет русских избирателей перед выборами в III Государственную думу. В 1908 году стал одним из учредителей Киевского клуба русских националистов, был избран в комитет клуба, однако уже в следующем году вышел из его состава. В 1912 году вновь явился одним из руководителей губернской выборной кампании в Государственную думу, уступив место председателя избирательного комитета Ф. Н. Безаку.
В течение десяти лет участвовал в земском самоуправлении Киевской губернии. Состоял гласным, а затем и членом Липовецкой уездной управы по делам земского хозяйства. С введением выборного земства в Западном крае, в 1911 году был избран председателем Липовецкой уездной земской управы, в каковой должности пробыл одно трехлетие.
Умер 31 марта 1915 года в Феликсовке после длительной болезни. Был женат, имел двоих сыновей.

## Публикации
- Уманская резня. Записки Вероники Кребс. (Перевод с предисловием И. М. Ревы). — Киев, 1879.
- Северные железнодорожные вожделения. — Архангельск, 1884.
- Из времен польского восстания 1863 г. // «Киевская старина», 1885, № 4.
- Киевский областной съезд сельских хозяев 1890 года. — Киев, 1889.
- Задачи сельскохозяйственных обществ и Киевское сельскохозяйственное общество. — Киев, 1891.
- Киевское сельскохозяйственное общество, его деятели и его деятельность. — Киев, 1892.
- Киевский крестьянин и его хозяйство. — Киев, 1893.
- Киевский областной сельскохозяйственный съезд. — Киев, 1894.
- Реорганизация сельского хозяйства. — Киев, 1894.
- Земледельческие синдикаты. — Киев, 1897.
- Вопросы сельского хозяйства. — Киев, 1898.